# Vandrefalk
Vandrefalk (Falco peregrinus) er en rovfugl, der er udbredt over alle kontinenter på nær Antarktis. Den er kendt for at være blandt verdens hurtigste fugle, når den styrtdykker mod et bytte. Her hævdes den at kunne nå en fart på 390 km/t. Den er en af de foretrukne fugle blandt falkonerer. Der findes omkring 16 underarter.

Fuglen danner med sine smalle vinger en pilformet profil, når den flyver. Dette aerodynamiske design er også blevet anvendt af flykonstruktører, for at øge kampflys hastighed.
Vandrefalkens føde består af mellemstore fugle, som den fanger i luften. Det drejer sig ofte om duer, vadefugle, mindre ænder, kragefugle og drosler. Hun-vandrefalken, der er størst, er i stand til at tage bytte på helt op til 1 kg.

## Miljøgifte
Vandrefalken var igennem 1960'erne og 1970'erne stærkt i tilbagegang i Skandinavien og mange andre steder. Miljøgifte var den store synder, da de ødelagde fuglenes frugtbarhed. Især insekticidet DDT, som medførte tyndskallede æg, påvirkede vandrefalkens reproduktionsevne. Zoologen Rachel Carson påpegede netop dette problem allerede i 1962 i sin bog Silent Spring (på dansk: Det tavse forår). 
Efterhånden som der er kommet mere styr på brugen af miljøgifte generelt, men især i landbruget, ses vandrefalke også i Danmark i et stadig større antal på træk mod Norge og Sverige. 

## Ynglefugl i Danmark
Vandrefalken gjorde sit sidste yngleforsøg i Danmark i 1972, men er nu tilbage som dansk ynglefugl, idet den siden 2002 har ynglet på Møns klint (2002: 2 unger, 2003: 3 unger). I 2004 forsøgte et nyt dansk vandrefalkepar at yngle på Bornholm, men det mislykkedes desværre pga. manglende beskyttelse af yngleområdet. Vandrefalken har siden 2007 ynglet med succes på Stevns Klint (2007: 2 unger, 2008: 3 unger) og den har også etableret rede i 2009.
I 2009 blev der for første gang siden 1937 (hvor tre unger blev ringmærket på Bornholm) ringmærket vandrefalkeunger i Danmark. Den 18. maj blev der ringmærket tre unger på Stevns Klint (to hanner og en hun) og den 19. maj fire unger på Møns Klint (to hanner og to hunner). Den 30. juni blev tre unger (to hanner og en hun) ringmærket nær Hammershus på Bornholm.
Der var senest i 2012 12 ynglepar i Danmark, hvoraf 6 par havde succes med at få unger på vingerne. Ynglebestanden er vurderet som sårbar på den danske rødliste.